# Yuridia

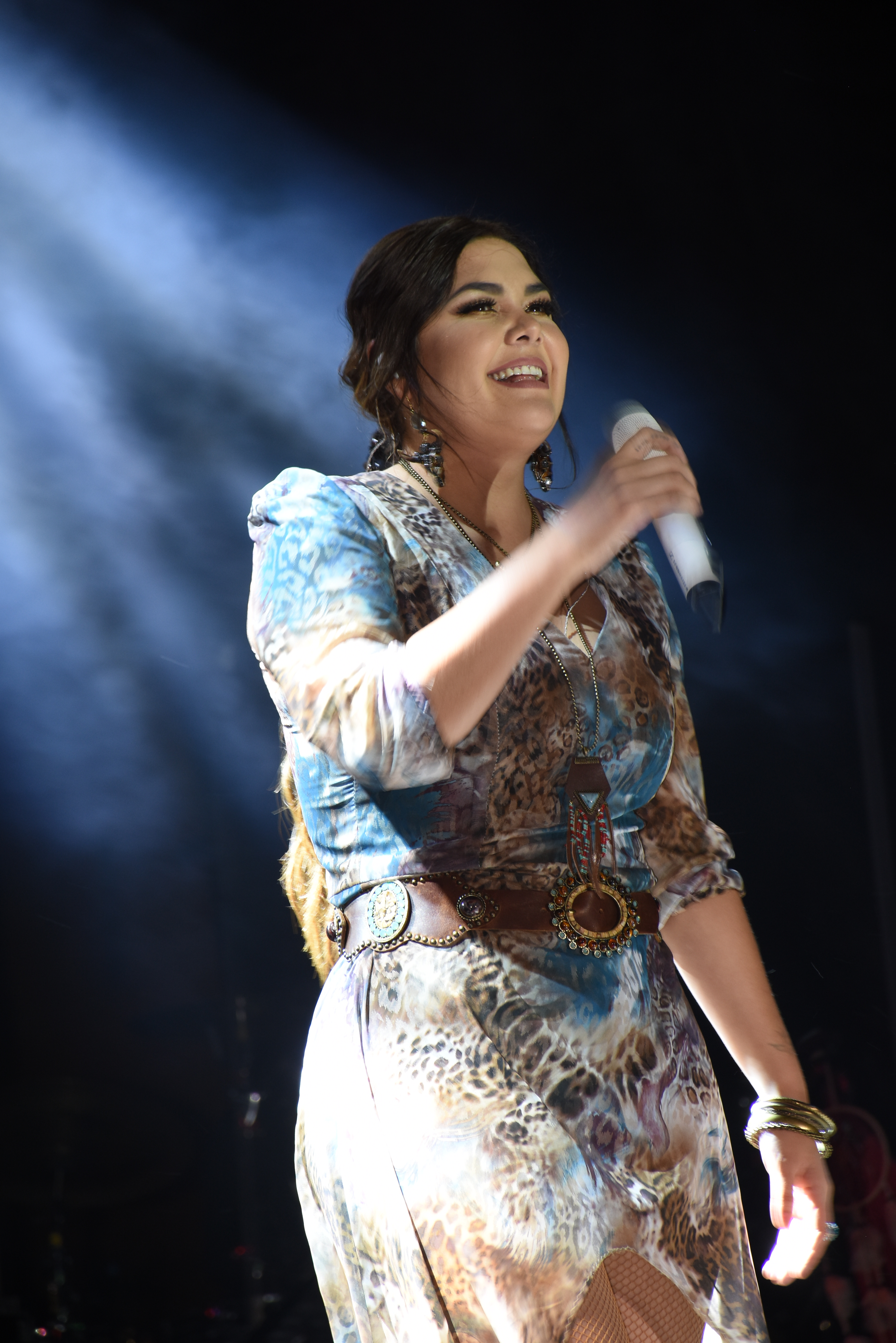
Yuridia (2018)

Yuridia Francisca Gaxiola Flores (* 4. Oktober 1986 in Hermosillo), bekannt als Yuridia, ist eine mexikanische Popsängerin.

## Leben und Wirken
Yuridia wuchs in ihrem Geburtsort Hermosillo auf, wo sie schon in ihrer Kindheit und Jugend gerne sang. Große Bekanntheit in Mexiko erreichte sie 2005 als Teilnehmerin der vierten Staffel der Castingshow La Academia. Sie erreichte zwar nur den zweiten Platz, entwickelte sich aber zur erfolgreichsten Künstlerin des Formats. Noch im gleichen Jahr veröffentlichte sie ihr Debütalbum La voz de un ángel. Dieses erreichte in ihrem Heimat direkt Platz eins der Charts und verkaufte sich allein in Mexiko bis heute über 800.000 mal. Dabei besteht es komplett aus spanischsprachigen Coverversionen, teils von ursprünglich englischen oder italienischen Titeln (z. B. Robbie Williams – Angels).
Im Folgejahr konnte sie mit dem Nachfolger Habla el corazón, welches erneut aus Covern bestand, an den Erfolg anknüpfen. Auf ihrem dritten Album Entre mariposas (2007) veröffentlichte sie erstmals eigene Lieder, bei denen sie teilweise als Autorin mitwirkte. Auf Remixes (2008) erschienen neu abgemischte Versionen mit Liedern ihrer ersten drei Studioalben. Nach den Alben Nada es color de rosa (2009) und Para mí (2011) kam 2012 mit Lo esencial de Yuridia das erste Best-of-Album auf den Markt.
Mit dem Erscheinen des Studioalbums 6 (2015) erreichte Yuridia den Meilenstein, mit allen sechs Studioalben Platz eins in Mexiko zu erreichen. 2017 nahm sie ihr erstes Livealbum Primera fila auf. Nach der bisher längsten Pause zwischen Veröffentlichungen erschien Ende 2022 ihr siebtes Album Pa’ luego es tarde.

## Diskografie

### Alben
| Jahr | Titel Musiklabel                          | Höchstplatzierung, Gesamtwochen, AuszeichnungChartplatzierungen (Jahr, Titel, Musiklabel, Platzierungen, Wochen, Auszeichnungen, Anmerkungen) | Höchstplatzierung, Gesamtwochen, AuszeichnungChartplatzierungen (Jahr, Titel, Musiklabel, Platzierungen, Wochen, Auszeichnungen, Anmerkungen) | Anmerkungen                                        |
| Jahr | Titel Musiklabel                          | Latin | MX | Anmerkungen                                        |
| ---- | ----------------------------------------- | --- | --- | -------------------------------------------------- |
| 2005 | La voz de un ángel Aztec Music (Sony BMG) | Latin16 Platin · (33 Wo.)Latin | MX1 ×2×9Doppeldiamant + Neunfachgold · (115 Wo.)MX                                                                                            | Erstveröffentlichung: 28. August 2005 Coveralbum   |
| 2006 | Habla el corazón Aztec Music (Sony BMG)   | Latin14 Platin · (25 Wo.)Latin | MX1 ×3Dreifachplatin · (53 Wo.)MX | Erstveröffentlichung: 31. Oktober 2006 Coveralbum  |
| 2007 | Entre mariposas Aztec Music (Sony BMG)    | Latin13 (13 Wo.)Latin | MX1 ×3Dreifachgold · (83 Wo.)MX | Erstveröffentlichung: 30. Oktober 2007             |
| 2008 | Remixes Day 1 (Sony BMG)                  | Latin71 (1 Wo.)Latin | MX59 (4 Wo.)MX | Erstveröffentlichung: 24. Juni 2008 Remixalbum     |
| 2009 | Nada es color de rosa Sony Latin (Sony)   | Latin14 (6 Wo.)Latin | MX1 ×3Dreifachgold · (42 Wo.)MX | Erstveröffentlichung: 28. September 2009           |
| 2011 | Para mí Sony Latin (Sony)                 | Latin15 (49 Wo.)Latin | MX1 ×3Diamant + Dreifachgold · (5 Wo.)MX | Erstveröffentlichung: 6. Dezember 2011             |
| 2012 | Lo esencial de Yuridia Sony Latin (Sony)  | — | MX9 Gold · (32 Wo.)MX | Erstveröffentlichung: 1. Dezember 2012 Kompilation |
| 2015 | 6 Sony Latin (Sony)                       | Latin7 (1 Wo.)Latin | MX1 ×7Siebenfachgold · (40 Wo.)MX | Erstveröffentlichung: 9. Oktober 2015              |
| 2017 | Primera fila Sony Latin (Sony)            | — | MX2 ×7Siebenfachgold · (54 Wo.)MX | Erstveröffentlichung: 24. November 2017 Livealbum  |
| 2022 | Pa’ luego es tarde Sony Music (Sony)      | Latin30 ×4Vierfachplatin · (20 Wo.)Latin | MX— ×5FünffachgoldMX | Erstveröffentlichung: 20. Oktober 2022             |
| 2025 | Sin llorar Sony Music (Sony)              | — | — | Erstveröffentlichung: 7. Februar 2025              |

### EPs
- 2024: Literal

### Singles
| Jahr | Titel Album                                               | Höchstplatzierung, Gesamtwochen, AuszeichnungChartplatzierungen (Jahr, Titel, Album, Platzierungen, Wochen, Auszeichnungen, Anmerkungen) | Höchstplatzierung, Gesamtwochen, AuszeichnungChartplatzierungen (Jahr, Titel, Album, Platzierungen, Wochen, Auszeichnungen, Anmerkungen) | Anmerkungen                                                    |
| Jahr | Titel Album                                               | Latin | MX | Anmerkungen                                                    |
| ---- | --------------------------------------------------------- | --- | --- | -------------------------------------------------------------- |
| 2005 | Ángel La voz de un ángel                                  | Latin32 (7 Wo.)Latin | MX— ×2Doppelgold (Ringtone)MX | Original: Robbie Williams – Angels                             |
| 2006 | Como yo nadie te ha amado Habla el corazón                | Latin16 (17 Wo.)Latin | MX— Gold (Ringtone)MX | Original: Bon Jovi – This Ain’t a Love Song                    |
| 2006 | Habla el corazón                                          | Latin44 (3 Wo.)Latin | — | Original: Roxette – Listen to Your Heart                       |
| 2007 | Ahora Entendi Entre mariposas                             | Latin16 (16 Wo.)Latin | — |                                                                |
| 2012 | Que Nos Paso? Bien Acompañado                             | Latin29 (12 Wo.)Latin | — | mit Reyli Barba                                                |
| 2012 | Ya te olvide Para mí                                      | Latin24 (11 Wo.)Latin | MX— ×2DoppelplatinMX |                                                                |
| 2015 | Ya es muy tarde 6                                         | Latin36 (9 Wo.)Latin | MX— DiamantMX |                                                                |
| 2017 | Amigos no por favor (Primera fila) [En vivo] Primera fila | — | MX— ×2Doppeldiamant + PlatinMX | Erstveröffentlichung: 20. Oktober 2017                         |
| 2019 | Yo te prefiero a ti Rojo                                  | — | MX— ×9NeunfachgoldMX | Erstveröffentlichung: 13. Juni 2019 mit Río Roma & La Adictiva |
| 2019 | No le llames amor –                                       | — | MX— ×2DoppelplatinMX | Erstveröffentlichung: 8. November 2019                         |
| 2020 | Él Lo Tiene Todo –                                        | — | MX— ×4VierfachplatinMX | Erstveröffentlichung: 28. August 2020                          |
| 2022 | Y Tú, ¿Qué Ganas? Pa’ luego es tarde                      | — | MX— GoldMX | Erstveröffentlichung: 29. April 2022                           |
| 2022 | ¿Con Qué Se Pega un Corazón? Pa’ luego es tarde           | — | MX— ×2DoppelplatinMX | Erstveröffentlichung: 3. Juni 2022                             |
| 2022 | Me Hace Tanto Bien Pa’ luego es tarde                     | — | MX— ×5FünffachgoldMX | Erstveröffentlichung: 8. Juli 2022 mit Edén Muñoz              |
| 2022 | ¿Y Qué Tal Si Funciona? Pa’ luego es tarde                | Latin48 (1 Wo.)Latin | MX— ×4VierfachplatinMX | Erstveröffentlichung: 26. Juli 2022 mit Banda MS               |
| 2022 | Qué Agonía Pa’ luego es tarde                             | Latin17 ×2×6Doppeldiamant + Sechsfachplatin · (20 Wo.)Latin                                                                              | MX— ×2Doppeldiamant + PlatinMX | Erstveröffentlichung: 20. Oktober 2022 mit Angela Aguilar      |
| 2023 | Malamente Sin llorar • Literal                            | — | MX— GoldMX | Erstveröffentlichung: 1. September 2023                        |
| 2023 | Llévate Sin llorar • Literal                              | — | MX— GoldMX | Erstveröffentlichung: 27. Oktober 2023 mit Los Dos Carnales    |
| 2023 | Sin llorar Sin llorar • Literal                           | — | MX— ×3DreifachgoldMX | Erstveröffentlichung: 15. Dezember 2023                        |
| 2024 | Me eterno amor secreto Sin llorar • Literal               | — | MX— GoldMX | Erstveröffentlichung: 23. Februar 2024 feat. Edén Muñoz        |
| 2024 | Felicitalo Sin llorar                                     | — | MX— GoldMX | Erstveröffentlichung: 23. April 2024 feat. Los Ángeles Azules  |

grau schraffiert: keine Chartdaten aus diesem Jahr verfügbar

### Gastbeiträge
| Jahr | Titel Album                                     | Höchstplatzierung, Gesamtwochen, AuszeichnungChartsChartplatzierungen (Jahr, Titel, Album, Platzierungen, Wochen, Auszeichnungen, Anmerkungen) | Anmerkungen                   |
| Jahr | Titel Album                                     | Latin | Anmerkungen                   |
| ---- | ----------------------------------------------- | --- | ----------------------------- |
| 2006 | Nuestro Amor Se Ha Vuelto Ayer Decisión unánime | Latin8 (19 Wo.)Latin | Victor Manuelle feat. Yuridia |

## Auszeichnungen für Musikverkäufe
| Goldene Schallplatte - Mexiko - 2013: für das Lied Irremediable - 2024: für das Lied Empieza a Preocuparte - 2025: für das Lied Te equivocaste - 2025: für das Lied Cobarde - 2025: für das Lied Si no piensas cambiar - 2025: für das Lied Te dejo - 2025: für das Lied Alma enamorada | 5× Goldene Schallplatte - Mexiko - 2025: für das Lied Respóndeme tú - 2025: für das Lied La Duda (Primera fila) Diamantene Schallplatte - Mexiko - 2025: für das Lied Te equivocaste - 2025: für das Lied Cobarde |

Anmerkung: Auszeichnungen in Ländern aus den Charttabellen bzw. Chartboxen sind in ebendiesen zu finden.
| Land/RegionAuszeichnungen für Musikverkäufe (Land/Region, Auszeichnungen, Verkäufe, Quellen) | Gold       | Platin       | Diamant       | Verkäufe  | Quellen         |
| -------------------------------------------------------------------------------------------- | ---------- | ------------ | ------------- | --------- | --------------- |
| Mexiko (AMPROFON)                                                                            | 28× Gold28 | 45× Platin45 | 10× Diamant10 | 9.390.000 | amprofon.com.mx |
| Vereinigte Staaten (RIAA)                                                                    | —          | 12× Platin12 | 2× Diamant2   | 1.920.000 | riaa.com        |
| Insgesamt                                                                                    | 28× Gold28 | 57× Platin57 | 12× Diamant12 |           |                 |